# إيفت
إيفت (بالإنجليزية: IFTTT)‏ وتعني «إذا هذا، فهذا» هي خدمة تمكنك من إنشاء فلتر خاص بك يحمل فكرة من إبداعك لتستفيد منها أنت وكل المسجلين بالخدمة تعمل على ربط العديد من الخدمات والشبكات الاجتماعية (مثال، فيسبوك، إفرنوت، الجو، دروب بوكس، وغيرها.) مع بعض من خلال عبارات شرطية بسيطة تعرف باسم «وصفات». خدمة إيفت طورت من قبل لندن تبتس وأطلق في 2010.

## وصلات خارجية
- إيفت على موقع Google Play (الإنجليزية)
- الموقع الرسمي